# Urodus imitans
Urodus imitans is een vlinder uit de familie van de Urodidae. De wetenschappelijke naam van de soort is voor het eerst geldig gepubliceerd in 1875 door Felder.